# ذا إيدج
ذا إيدج (بالإنجليزية: The Edge)‏ (و. 1961  م) هو عازف قيثارة، ومغني، وعازف بانجو، وعازف بيانو، ومؤلفو موسيقى تصويرية، وموسيقي أيرلندي، ولد في لندن، وهو عضوٌ في يو تو.

## وصلات خارجية
- ذا إيدج على موقع IMDb (الإنجليزية)
- ذا إيدج على موقع الموسوعة البريطانية (الإنجليزية)
- ذا إيدج على موقع روتن توميتوز (الإنجليزية)
- ذا إيدج على موقع ميوزك برينز (الإنجليزية)
- ذا إيدج على موقع رولينغ ستون (الإنجليزية)
- ذا إيدج على موقع قاعدة بيانات برودواي على الإنترنت (الإنجليزية)
- ذا إيدج على موقع قاعدة بيانات برودواي على الإنترنت (الإنجليزية)
- ذا إيدج على موقع إن إن دي بي (الإنجليزية)
- ذا إيدج على موقع أول ميوزيك (الإنجليزية)
- ذا إيدج على موقع ديسكوغز (الإنجليزية)
- ذا إيدج على موقع ديسكوغز (الإنجليزية)

- ذا إيدج في قاعدة بيانات الأفلام على الإنترنت